# Grand Prix World Championship
La Grand Prix World Championship, comúnmente abreviada como GPWC, era una propuesta para realizar una competición alternativa a la Fórmula 1. La GPWC estaba formada por Mercedes-Benz, Sauber-BMW, Renault, Honda y Toyota, cinco de las escuderías más importantes de la Fórmula 1. Esta entidad pretendía que dicha competición estuviese funcionando para la temporada de 2008, ya que en ese año finalizaba el llamado Pacto de la Concordia.
En origen, el equipo Ferrari pertenecía a la GPWC, pero se desligó de la misma tras prorrogar el mencionado Acuerdo de la concordia con la FIA hasta 2012. Además, las escuderías Red Bull Racing y Jordan Grand Prix también han corroborado el nuevo pacto hasta esa temporada.

## Resurgimiento
Durante el mes de junio de 2009 se estuvo muy cerca de reabrir esta opción, ya que la Asociación de Equipos de Fórmula 1 (la FOTA, por sus siglas en inglés) quería desvincularse de esta competición para 2010; todo ello fue debido a sus grandes diferencias con la FIA, organizadora del Campeonato de Fórmula 1, en aspectos como el límite presupuestario o la eliminación de los pit stops.
Si la FIA y los equipos no llegaban a un acuerdo, la denominada Fórmula FOTA se postulaba como una seria opción a tener en cuenta. Sin embargo, la amenaza de un Mundial alternativo quedó definitivamente archivada luego de que la Federación Internacional del Automóvil diese marcha atrás en sus exigencias ante la Formula One Team Association.